# Kabinett Stoltenberg II (Schleswig-Holstein)
Das Kabinett Stoltenberg II bildete vom 26. Mai 1975 bis zum 28. Mai 1979 die Landesregierung von Schleswig-Holstein.
| Amt                                    | Name                                                             | Partei | Partei |
| -------------------------------------- | ---------------------------------------------------------------- | ------ | ------ |
| Ministerpräsident                      | Gerhard Stoltenberg                                              |        | CDU    |
| Stellvertreter des Ministerpräsidenten | Henning Schwarz                                                  |        | CDU    |
| Inneres                                | Rudolf Titzck                                                    |        | CDU    |
| Finanzen                               | Gerd Lausen bis 31. Dezember 1978 Uwe Barschel ab 1. Januar 1979 |        | CDU    |
| Wirtschaft und Verkehr                 | Jürgen Westphal                                                  |        | CDU    |
| Kultus                                 | Walter Braun                                                     |        | CDU    |
| Ernährung, Landwirtschaft und Forsten  | Günter Flessner                                                  |        | CDU    |
| Justiz                                 | Henning Schwarz                                                  |        | CDU    |
| Soziales                               | Karl Eduard Claussen                                             |        | CDU    |